# The Dream Cheater
The Dream Cheater è un film muto del 1920 diretto da Ernest C. Warde. La sceneggiatura si basa su La pelle di zigrino, romanzo di Honoré de Balzac pubblicato a Parigi nel 1831.

## Produzione
Il film fu prodotto dalla Robert Brunton Productions.

## Distribuzione
Distribuito dalla W.W. Hodkinson, il film uscì nelle sale cinematografiche statunitensi il 4 aprile 1920. In Finlandia, fu distribuito il 13 dicembre 1920.